# GN Store Nord
GN Store Nord A/S, ursprungligen kallat Det Store Nordiske Telegraf-Selskab, är ett danskt företag som idag tillverkar hörapparater, audiologisk utrustning och tillbehör för telekommunikationssektorn som headset. Företaget spelade en avgörande roll i att sprida telegrafin i Ryssland och Östasien under 1800-talets andra hälft.

## Historik

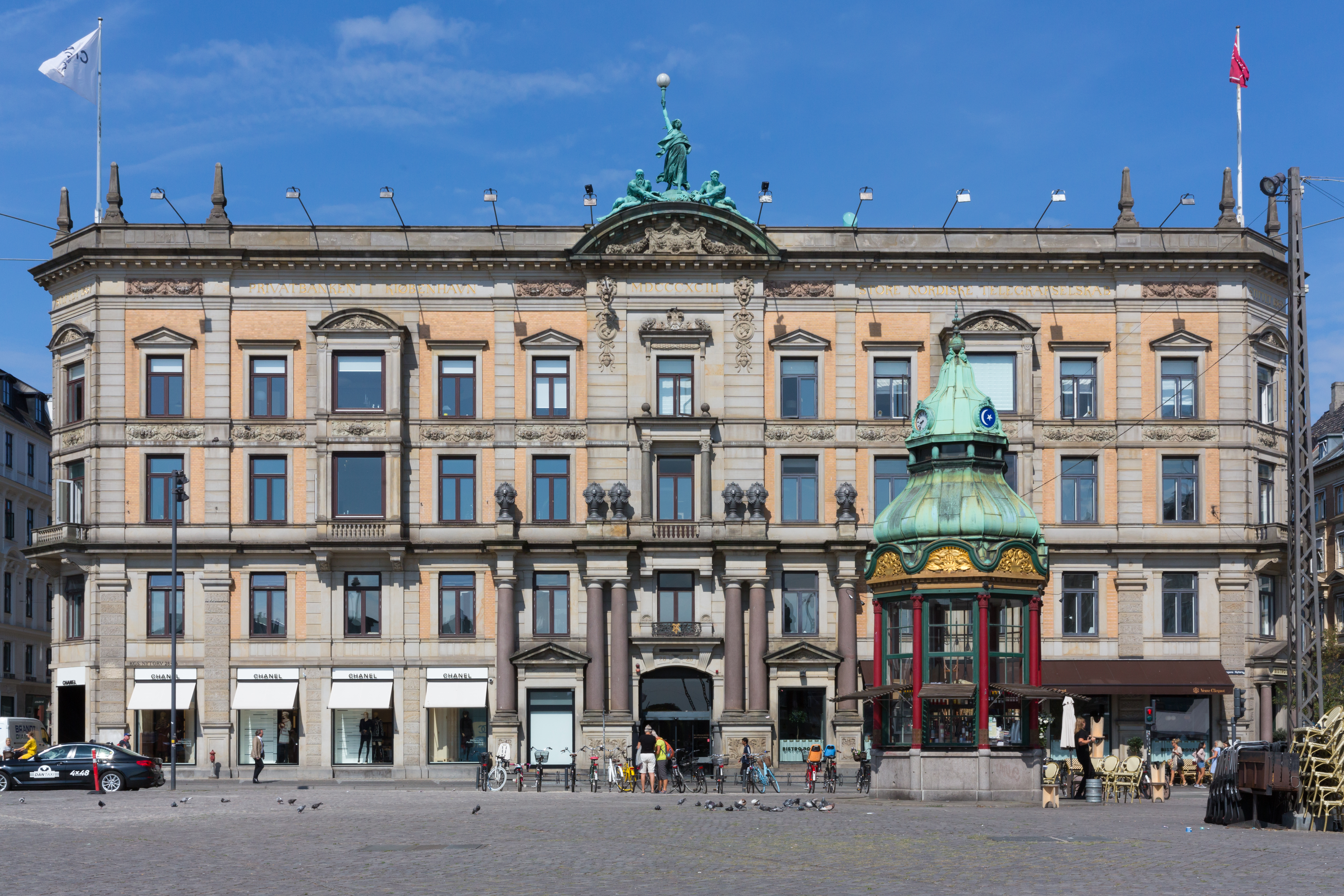
Det Store Nordiske Telegraf-Selskabs f.d. huvudsäte på Kongens Nytorv, byggt 1893.

Företaget var utan tvekan C.F. Tietgens största projekt, men det blev också en av hans största besvikelser. Tietgen fick bygga telegraflinjer från Danmark till Kina med ett aktiekapital på 27 miljoner danska kronor, vilket var mer än Danmarks Nationalbank vid den tidpunkten. Tietgen inlät sig dock på en omfattande haussespekulation som ledde till Svend Petersens konkursförvaltning. Denna konkurs ledde till en brist på förtroende för telegrafen eftersom privata banker hade satsat en hel del i företaget. Därför såldes Det Store Nords aktier till den franska banken Banque Parisienne, till mycket förtret för Tietgen.
Det Store Nordiske Telegraf-Selskab tog avstamp i ett koncessionsavtal som Tietgen slöt med den ryske tsaren, vilket gav företaget ensamrätt (och skyldighet) att inrätta och driva telegraflinjer i Ryssland. Det öppnade för ett stort pionjärarbete för att upprätta förbindelser över stora sträckning från Europa till Fjärran Östern.
Det faktiska anläggningsarbetet arbete i Ryssland genomfördes av den ryska regeringen, som redan vid denna tid hade dragit kablarna långt in Sibirien, men som behövde en partner för att täcka Kina och Japan innan det var meningsfullt att fortsätta den ryska linjen österut till Vladivostok. Store Nordiske kom därför att konstruera och driva sina egna telegraflinjer i Asien, och kom också att hjälpa ryssarna med drift, underhåll, tekniskt bistånd, utbildning, etc.
Följande år utvidgade man telegrafnätet kraftigt både i Europa, där man täckte Oslo, London och Paris, och i Fjärran östern där man lade kabel längs den kinesiska kusten från Hongkong till Shanghai och vidare till Japan, där man öppnade sin första station i Nagasaki 1871. De två områdena hölls samman av Ryssland, som fick utökad kapacitet. Bortsett från linjen för den aktuella anläggningen invigdes telegrafstationer och kontor på många ställen. Det var i samband med investeringarna i Östasien som astronomen och orientalisten Hans Schjellerup utarbetade den första telegrafkoden för kinesiska.

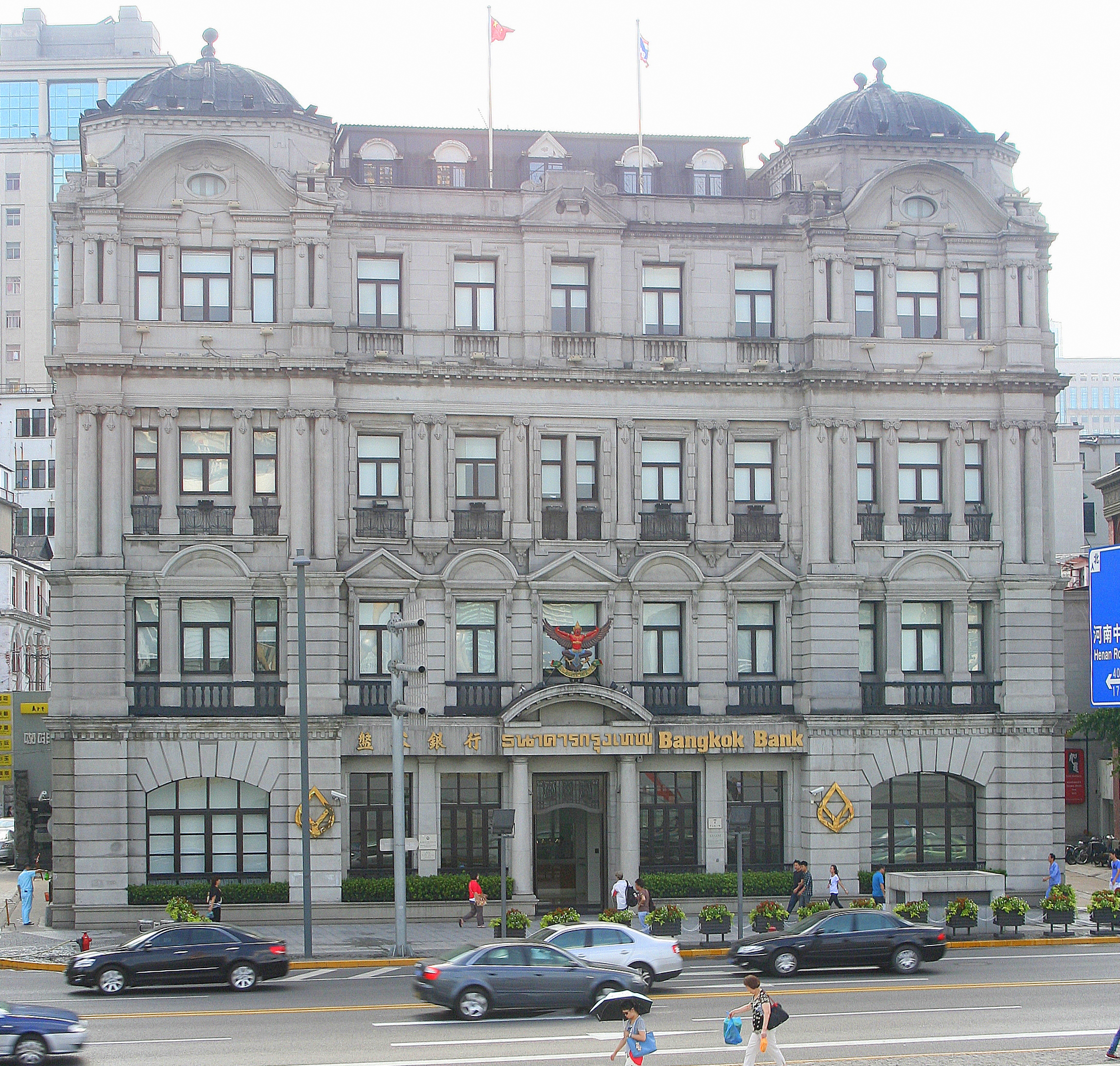
Det Store Nords tidigare kontor på The Bund i Shanghai.

Under sin storhetstid i Kina hade Det Store Nordiske sina lokaler på The Bund i Shanghai och den gamla byggnaden är idag Thailands generalkonsulat i staden.
År 1897 började man förhandla om att skapa en länk från Skottland till Färöarna, Island och Grönland till USA. Kabeln invigdes 1906, men utan den sista sträckan till USA, som först kom mycket senare. Trots detta blev förbindelsen över Nordatlanten en anmärkningsvärd ökning, särskilt när man betänker hur svårt det hade varit innan för att kommunicera mellan fastlandet och dessa områden.
Flera krig och konflikter i början av 1900-talet påverkade bolagets verksamhet, inte minst första världskriget, men ännu mer den ryska revolutionen. Revolutionen förändrade olika länders och regioners gränser och administrativa strukturer, men ledde totalt sett till ett större behov av telegrafi, och Store Nordiske lyckades utöka sitt koncessionsavtal med Ryssland 1921. Avtalet undertecknades av Lenin.
1920- och början av 1930-talet var företagets storhetstid, då Store Nordiske genom investeringar och samarbetsavtal nästan blivit ett globalt företag. Men på 1930-talet gjorde radion inbrytningar på kabeltelegrafin och det stora dråpslaget kom under andra världskriget då så gott som alla telegrafförbindelser förstördes. Även om delar av nätverket reparerades efter kriget hade det kommit nya tider och man var tvungen att anpassa sig till detta.
Nu valde företaget att bredda sitt fokus genom att investera i olika företag och sektorer. Batterifabriken Hellesens fick representera den nya tidsandan, men investeringen hade godkänts redan 1939.
Företaget ombildades 1986 till GN Store Nord och tillverkar idag hörapparater, audiologisk utrustning och tillbehör för telekommunikationssektorn.

## Verkställande direktörer i urval
- (1873–1908) Edouard Suenson
- (1908–1954) Kay Suenson
- (1954–?) Bent Suenson
- (1987–1993) Thomas Duer
- (1995–2001) Jørgen Lindegaard
- (2001–2006) Jørn Kildegaard
- (2006–2009) Toon Bouten
- (2009–idag) Mogens Elsberg